# Кренжно
Кренжно (пол. Krężno, нім. Kesselsee) — село в Польщі, у гміні Каліш-Поморський Дравського повіту Західнопоморського воєводства.
Населення — 54 особи (2011).
У 1975-1998 роках село належало до Кошалінського воєводства.

## Демографія
Демографічна структура станом на 31 березня 2011 року:
|          | Загалом | Допрацездатний вік | Працездатний вік | Постпрацездатний вік |
| -------- | ------- | ------------------ | ---------------- | -------------------- |
| Чоловіки | 31      | 6                  | 20               | 5                    |
| Жінки    | 23      | 7                  | 10               | 6                    |
| Разом    | 54      | 13                 | 30               | 11                   |